# Ambassade du Panama en France
L'ambassade du Panama en France est la représentation diplomatique de la république du Panama auprès de la République française. Elle est située 145, avenue de Suffren dans le 15e arrondissement de Paris, la capitale du pays. 

## Histoire
Dans les années 1900, la légation du Panama se trouvait 59 rue de Provence (9e arrondissement).
Dans les années 1920, la chancellerie de la légation et le consulat se situaient 70 rue Cardinet (17e arrondissement).

## Consulat
Le Panama possède un consulat général à Marseille.

## Ambassadeurs du Panama en France
| De         | A    | Ambassadeur               |
| ---------- | ---- | ------------------------- |
| 12/07/1960 |      | Alberto Méndez Pereira    |
| 16/06/1969 |      | Arturo Morgan Morales     |
| 03/05/1971 |      | Carlos Perez Herrera      |
| 27/03/1972 |      | Gaspar Wittgreen          |
| 1995       | 1996 | Gaspar Ggarcia de Paredes |
| 1996       | 1997 | Arístides Royo            |
| 2000       | 2002 | Alberto Btesh             |
| 2002       | 2004 | Anel Beliz                |
| 2005       | 2008 | Omar Jaen Suarez          |
| 2008       | 2009 | José Manuel Watson        |
| 2010       | 2014 | Henry Faarup              |
| 2015       | 2017 | Pilar Arosemena de Aleman |
| 2017       | 2019 | José A. Fabrega Roux      |
| 2019       | 2024 | Issamary Sánchez-Ortega   |